# Echinactis papillosa
Echinactis papillosa is een zeeanemonensoort uit de familie Minyadidae. De anemoon komt uit het geslacht Echinactis. Echinactis papillosa werd in 1830 voor het eerst wetenschappelijk beschreven door Lesson. 